# 瑞秋·麥亞當斯
瑞秋·安妮·麥亞當斯（英語：Rachel Anne McAdams，1978年11月17日—），是一名加拿大女演員。從約克大學畢業後開始了影視事業，2002年參與了《Perfect Pie》的拍攝，甚至因此獲得吉尼獎的提名。她也演了喜劇《我叫塔尼諾》，以及電視劇《莎翁祕辛》，這部更為她贏得雙子座獎。

## 早年生活
瑞秋出生於加拿大安大略省倫敦市，而且於鄰鎮長大。她的父親 Lance 是一個卡車司機，而母親Sandra則是一個護士。瑞秋有一個弟弟（Daniel）和一個妹妹（Kayleen）。
瑞秋四歲的時候，已經開始學習花式溜冰，十二歲曾經參加一個名為《Original Kids》的夏日戲劇營，學習演戲。當舉辦這個夏日營的公司將此活動擴展到全年時，瑞秋獲邀請參加。
瑞秋就讀 Myrtle Street 公立學校及 Central Elgin 公立高中，曾經參與一部得獎的學生作品－－《Live in a Little Town》。瑞秋於約克大學就讀，以藝術榮譽學士畢業。

## 事業
初出道時，瑞秋曾經參演一些電視及電影作品，例如：《Shotgun Love Dolls》、《偶像小神探》、《我叫塔尼諾》、《Perfect Pie》等。
在2002年，她在勞伯·許奈德的電影《小姐好辣》裡飾演一個重要的角色。不過令瑞秋事業更上一層樓的是她在2004年上映的電影《辣妹過招》裡飾演的蕾吉娜·喬治（Regina George）一角。在此之前的一年，瑞秋參演加拿大的一套電視劇《"Slings and Arrows"》，在第一季裡飾演著重要的角色，但隨著她的電影事業發展，她只在第二季裡演出了一集的戲份。
繼《辣妹過招》後，瑞秋與雷恩·葛斯林參演改編自尼可拉斯·史派克同名小說的電影《手札情緣》。2005年，瑞秋在《婚禮終結者》飾演歐文·威爾森的夢中情人。之後在《赤眼玄機》裡扮演莉莎·萊瑟——一個在機上被威脅要去幫助刺殺政要的酒店經理。除了上述的兩部電影之外，瑞秋還在《婆家就是你家》裡與黛安·基頓、克雷格·內爾遜、莎拉·潔西卡·帕克等合作。隨後，瑞秋亦參與角逐《驚奇四超人》裡的隱形女俠一角，但最終輸給潔西卡·艾芭。
2006年，瑞秋的事業進程開始慢下來。她原本簽了《終情一吻》的片約，但最終因為檔期衝突而放棄了，她繼而選擇休息一年，抽取多點時間與家人及朋友共聚。同年，她拒絕了007電影系列《皇家夜總會》裡的一角。瑞秋亦曾經洽談參演電影《鐵甲奇俠》及《蝙蝠俠：黑暗騎士》，但她最終拒絕了。瑞秋在2006年5月的一個訪問表示，她不想參與一些大製作的動作片因為她想嘗試其他的角色。
休息過後，瑞秋分別於2007年及2008年參與了《第四者》與《追夢旅程》的演出。
2009年，她與賓·艾佛力、羅素·高爾、海倫·美蘭等主演的《絕對陰謀》在4月於美國上映。踏入暑假，瑞秋與男星艾瑞克·巴納合演電影——改編自2003年同名暢銷小說的《時空旅人之妻》，在8月14日於美國、英國以及加拿大同步上映。同年年末，她參演的《福爾摩斯》於聖誕節上映。

## 作品

### 電影
| 年度   | 作品                        | 角色                  | 備註                 |
| ------ | --------------------------- | --------------------- | -------------------- |
| 2002年 | 《我叫塔尼諾》              | 莎莉·加菲爾德         |                      |
| 2002年 | 《完美餡餅》                | 派茜·葛蕾迪           |                      |
| 2002年 | 《小姐好辣》                | 潔西卡·史賓賽         |                      |
| 2004年 | 《辣妹過招》                | 瑞吉娜·喬治           |                      |
| 2004年 | 《手札情緣》                | 艾莉森·漢姆頓         |                      |
| 2005年 | 《婚禮終結者》              | 克萊兒·克瑞利         |                      |
| 2005年 | 《赤眼玄機》                | 莉莎·萊瑟             |                      |
| 2005年 | 《婆家就是你家》            | 艾美·史東             |                      |
| 2007年 | 《第四者》                  | 凱·芮斯比             |                      |
| 2008年 | 《追夢旅程》                | 珂莉·當恩             |                      |
| 2009年 | 《絕對陰謀》                | 黛拉·福萊             |                      |
| 2009年 | 《時空旅人之妻》            | 克萊兒·艾布夏爾       | 改編自2003年同名小說 |
| 2009年 | 《福爾摩斯》                | 艾琳·艾德勒           |                      |
| 2010年 | 《麻辣女強人》              | 貝琪·Becky Fuller     |                      |
| 2011年 | 《午夜·巴黎》               | 愛妮絲                |                      |
| 2011年 | 《福爾摩斯2：詭影遊戲》     | 艾琳·艾德勒           |                      |
| 2012年 | 《》                        | 佩姬·柯林斯           | 真人真事改編         |
| 2012年 | 《激情》                    | 克莉絲汀·史丹佛       |                      |
| 2012年 | 《愛是神奇》                | 珍                    |                      |
| 2013年 | 《真愛每一天》              | 瑪麗                  |                      |
| 2014年 | 《諜報風雲》                | 安娜貝爾·芮特         |                      |
| 2014年 | 《帶我去河邊》              | 旁白                  | 紀錄片               |
| 2015年 | 《飛越情海》                | 翠西                  |                      |
| 2015年 | 《一切終將安好》            | 莎拉                  |                      |
| 2015年 | 《小王子》                  | 母親                  | 配音                 |
| 2015年 | 《震撼擂台》                | 莫琳·霍普             |                      |
| 2015年 | 《驚爆焦點》                | 萨查·佩弗             |                      |
| 2016年 | 《奇異博士》                | 克莉絲汀·帕瑪         |                      |
| 2017年 | 《離經叛愛》                | Esti Kuperman         |                      |
| 2018年 | 《遊戲夜殺必死》            | 安妮                  |                      |
| 2020年 | 《歐洲歌唱大賽：火焰傳說》  | 西格麗·艾瑞克斯多蒂爾 |                      |
| 2022年 | 《奇異博士2：失控多重宇宙》 | 克莉絲汀·帕瑪         |                      |

### 電視劇
| 年度           | 作品                   | 角色              | 備註                                                |
| -------------- | ---------------------- | ----------------- | --------------------------------------------------- |
| 2001年         | 《Shotgun Love Dolls》 | 貝絲·史旺森       | 電視劇主演，試播集                                  |
| 2001年         | 《偶像小神探》         | 漢娜·格蘭特       | 電視劇（客串1集）                                   |
| 2002年         | 《冤獄大反擊》         | 丹妮兒·梅森       | 電視影集                                            |
| 2002年         | 《泰星來客》           | 克莉絲汀·貝克威爾 | 電視劇（客串1集）                                   |
| 2003年－2005年 | 《莎翁秘辛》           | 凱特·麥克納布     | 電視劇主演（7集）                                   |
| 2015年         | 《無間警探》           | 安妮·貝札萊德斯   | 電視劇主演（8集）                                   |
| 2021年         | 《無限可能：假如…？》  | 克莉絲汀·帕瑪     | 網路劇（聲演1集：《假如奇異博士失去愛人而非雙手》） |

## 軼事
- 曾經在麥當勞工作了三個暑假。
- 與《手札情緣》的男主角瑞恩·高斯林，出生在同一間醫院，不過瑞秋比他大兩年。
- 擁有愛爾蘭血統。
- 天生是棕色髮的。
- 為了環保及節約能源，瑞秋沒有私家車，平常她只會踏單車或乘公車。
- 是Green Is Sexy網站的創辦人之一，用意宣揚環保。
- 22歲之前，一直避免搭飛機。
- 對馬敏感。[7]

## 獎項
| 年度 | 大獎                     | 獎項                                  | 作品                    | 結果 |
| ---- | ------------------------ | ------------------------------------- | ----------------------- | ---- |
| 2002 | 金尼獎                   | 最佳女配角獎                          | 完美餡餅                | 提名 |
| 2004 | 雙子座獎                 | 最佳劇集女配角獎                      | 莎翁秘辛                | 獲獎 |
| 2004 | 青少年選擇獎             | 電影選擇獎：表現突出明星              | 辣妹過招                | 提名 |
| 2004 | 青少年選擇獎             | 電影選擇獎：喜劇片女演員              | 辣妹過招                | 提名 |
| 2004 | 青少年選擇獎             | 電影選擇獎：臉紅場景                  | 辣妹過招                | 提名 |
| 2004 | 青少年選擇獎             | 電影選擇獎：怒火戲                    | 辣妹過招                | 提名 |
| 2004 | 青少年選擇獎             | 電影選擇獎：惡角                      | 辣妹過招                | 提名 |
| 2005 | ShoWest                  | 年度女配角獎                          | 辣妹過招 手札情緣       | 獲獎 |
| 2005 | MTV電影大獎              | 最佳突破演出女演員獎                  | 辣妹過招                | 獲獎 |
| 2005 | MTV電影大獎              | 最佳反派獎                            | 辣妹過招                | 提名 |
| 2005 | MTV電影大獎              | 最佳螢幕團隊獎                        | 辣妹過招                | 獲獎 |
| 2005 | MTV電影大獎              | 最佳女演員獎                          | 手札情緣                | 提名 |
| 2005 | MTV電影大獎              | 最佳接吻獎（與瑞恩·高斯林）           | 手札情緣                | 獲獎 |
| 2005 | 青少年選擇獎             | 電影選擇獎：劇情片女演員              | 手札情緣                | 獲獎 |
| 2005 | 青少年選擇獎             | 電影選擇獎：最佳組合（與瑞恩·高斯林） | 手札情緣                | 獲獎 |
| 2005 | 青少年選擇獎             | 電影選擇獎：接吻場景（與瑞恩·高斯林） | 手札情緣                | 獲獎 |
| 2005 | 青少年選擇獎             | 電影選擇獎：愛情戲（與瑞恩·高斯林）   | 手札情緣                | 獲獎 |
| 2006 | 英國電影和電視藝術學院獎 | 新星獎                                |                         | 提名 |
| 2006 | 雙子座獎                 | 最佳劇集客串女演員獎                  | 莎翁秘辛                | 提名 |
| 2006 | 衛星獎                   | 最佳音樂或喜劇類電影女配角獎          | 婆家就是你家            | 提名 |
| 2006 | 土星獎                   | 最佳女演員獎                          | 赤眼玄機                | 提名 |
| 2006 | MTV電影大獎              | 最佳演出獎                            | 赤眼玄機                | 提名 |
| 2006 | 青少年選擇獎             | 電影選擇獎：尖叫場景                  | 赤眼玄機                | 提名 |
| 2006 | 青少年選擇獎             | 電影選擇獎：喜劇片女演員              | 婚禮終結者 婆家就是你家 | 獲獎 |
| 2009 | 土星獎                   | 最佳女配角獎                          | 福爾摩斯                | 提名 |
| 2009 | ShoWest                  | 年度女演員獎                          |                         | 獲獎 |
| 2010 | 青少年選擇獎             | 電影選擇獎：動作冒險片女演員          | 福爾摩斯                | 獲獎 |
| 2011 | 美國演員工會獎           | 最佳電影整體演出獎                    | 午夜·巴黎               | 提名 |
| 2011 | 衛星獎                   | 最佳電影女配角獎                      | 午夜·巴黎               | 提名 |
| 2012 | MTV電影大獎              | 最佳接吻獎（與查尼·泰坦）             |                         | 提名 |
| 2012 | 青少年選擇獎             | 電影選擇獎：劇情片女演員              | 提名                    |      |
| 2013 | 人民選擇獎               | 最喜愛劇情類電影女演員獎              | 提名                    |      |
| 2013 | 人民選擇獎               | 最佳螢幕組合（與查尼·泰坦）           | 提名                    |      |
| 2015 | 哥譚獨立電影獎           | 最佳整體演出獎                        | 驚爆焦點                | 獲獎 |
| 2015 | 獨立精神獎               | 勞勃·阿特曼獎                         | 驚爆焦點                | 獲獎 |
| 2015 | 聖芭芭拉國際電影節       | 美國海灣獎                            | 驚爆焦點                | 獲獎 |
| 2015 | 波士頓在線影評人協會     | 最佳整體演出獎                        | 驚爆焦點                | 獲獎 |
| 2015 | 波士頓影評人協會         | 最佳卡司獎                            | 驚爆焦點                | 獲獎 |
| 2015 | 俄亥俄中部影評人協會     | 最佳女配角獎                          | 驚爆焦點                | 提名 |
| 2015 | 俄亥俄中部影評人協會     | 最佳整體演出獎                        | 驚爆焦點                | 獲獎 |
| 2015 | 丹佛影評人協會           | 最佳女配角獎                          | 驚爆焦點                | 提名 |
| 2015 | 底特律影評人協會         | 最佳整體演出獎                        | 驚爆焦點                | 獲獎 |
| 2015 | 佛羅里達影評人協會       | 最佳卡司獎                            | 驚爆焦點                | 獲獎 |
| 2015 | 喬治亞影評人協會         | 最佳整體演出獎                        | 驚爆焦點                | 獲獎 |
| 2015 | 印第安納電影記者協會     | 最佳女配角獎                          | 驚爆焦點                | 提名 |
| 2015 | 拉斯維加斯影評人協會     | 最佳女配角獎                          | 驚爆焦點                | 提名 |
| 2015 | 拉斯維加斯影評人協會     | 最佳整體演出獎                        | 驚爆焦點                | 獲獎 |
| 2015 | 內華達州電影評論協會     | 最佳整體演出獎                        | 驚爆焦點                | 獲獎 |
| 2015 | 紐約在線影評人協會       | 最佳整體演出獎                        | 驚爆焦點                | 獲獎 |
| 2015 | 北卡羅萊納州影評人協會   | 最佳女配角獎                          | 驚爆焦點                | 提名 |
| 2015 | 鳳凰城影評人協會         | 最佳女配角獎                          | 驚爆焦點                | 提名 |
| 2015 | 鳳凰城影評人協會         | 最佳整體演出獎                        | 驚爆焦點                | 獲獎 |
| 2015 | 聖地牙哥影評人協會       | 最佳整體演出獎                        | 驚爆焦點                | 提名 |
| 2015 | 華盛頓特區影評人協會     | 最佳整體演出獎                        | 驚爆焦點                | 獲獎 |
| 2016 | 評論家選擇電影獎         | 最佳女配角獎                          | 驚爆焦點                | 提名 |
| 2016 | 評論家選擇電影獎         | 最佳整體演出獎                        | 驚爆焦點                | 獲獎 |
| 2016 | 評論家選擇電影獎         | 電視電影或有限劇集最佳女演員獎        | 無間警探                | 提名 |
| 2016 | 美國演員工會獎           | 電影類最佳女配角獎                    | 驚爆焦點                | 提名 |
| 2016 | 美國演員工會獎           | 最佳電影卡司                          | 驚爆焦點                | 獲獎 |
| 2016 | 第20屆衛星獎             | 最佳電影女配角獎                      | 驚爆焦點                | 提名 |
| 2016 | 第20屆衛星獎             | 最佳電影整體演出獎                    | 驚爆焦點                | 獲獎 |
| 2016 | 奧斯卡金像獎             | 最佳女配角獎                          | 驚爆焦點                | 提名 |
| 2017 | 青少年選擇獎             | 電影選擇獎：奇幻片女演員              | 奇異博士                | 提名 |
| 2018 | 評論家選擇電影獎         | 最佳喜劇女主角                        | 遊戲夜殺必死            | 提名 |

## 外部連結
- 瑞秋·麥亞當斯在互联网电影资料库（IMDb）上的資料（英文）